# Kotbach (Kleine Laine)
Der Kotbach ist der linke und nordwestliche Oberlauf der Kleinen Laine in Oberbayern.
Der Kotbach bildet sich aus Gräben an den Osthängen des Jochbergs, die sich im Tal der Kotalm sammeln. Er fließt mit dem vom Westen kommenden Filzgraben zusammen zur Kleinen Laine, die in der Zuflussrichtung des Kotbachs weiterläuft.

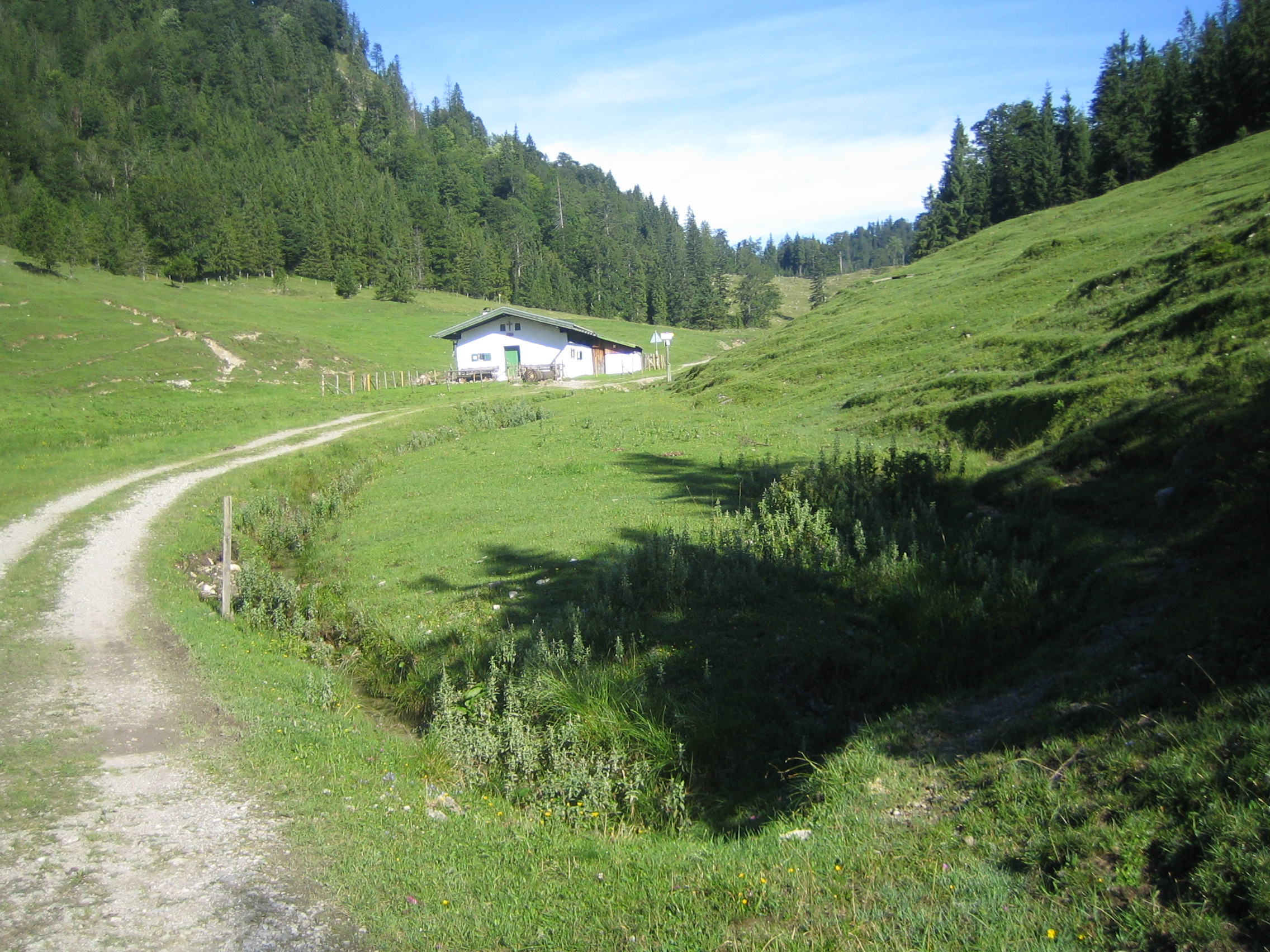
Graben mit Kotbach bei der Kotalm